# 東出康博
東出 康博（ひがしで やすひろ、1950年4月6日 - 2012年3月4日）は、和歌山県出身のプロ野球選手。

## 経歴
星林高では一塁手、四番打者として1968年春夏の甲子園に連続出場、いずれもチームとして初出場であった。春の選抜では1回戦で清水市商に延長12回サヨナラ負け。夏の選手権は日大一高を降し3回戦に進むが、この大会に優勝した興国高の丸山朗に完封を喫する。高校同期に松井優典がいる。
1968年のドラフト会議で南海ホークスに8位指名され入団（同じく3位指名で同級生の松井も南海へ入団した）。
一軍試合出場はならず1972年に引退。引退後は南海の球団職員を務めた。1995年からコミッショナー事務局入りし、企画部長などを歴任した。
2012年3月4日、心筋梗塞のため死去。61歳没。

## 詳細情報

### 年度別打撃成績
- 一軍公式戦出場なし

### 背番号
- 54 （1969年 - 1972年）